# Jacob Scott

Jacob Scott.

Jacob Scott, född omkring 1570 i Skottland, död den 29 januari 1635, var en svensk militär.
Scott inkom till Sverige som kapten vid Patrick Ruthvens värvade regemente 1610 och blev överstekvartermästare och kapten för ett kompani svenskt fotfolk 1621. Han var 1625 överstelöjtnant vid Västgötadals regemente och 1626 överstelöjtnant vid Tavastehus regemente. Scott blev överste för ett regemente fotfolk i Södermanland, Närke och Värmland 1628  och för det norrländska regementet till fot 1629 samt överste för Åbo läns infanteriregemente och slottshauptman på Narva 1634.